# 盧帕羅馬足球會
盧帕羅馬足球會（Lupa Roma F.C.）是一支位於意大利艾普瑞利亞的職業足球會。

## 外部連結
- Official homepage （页面存档备份，存于）